# 힐사이드 테라스

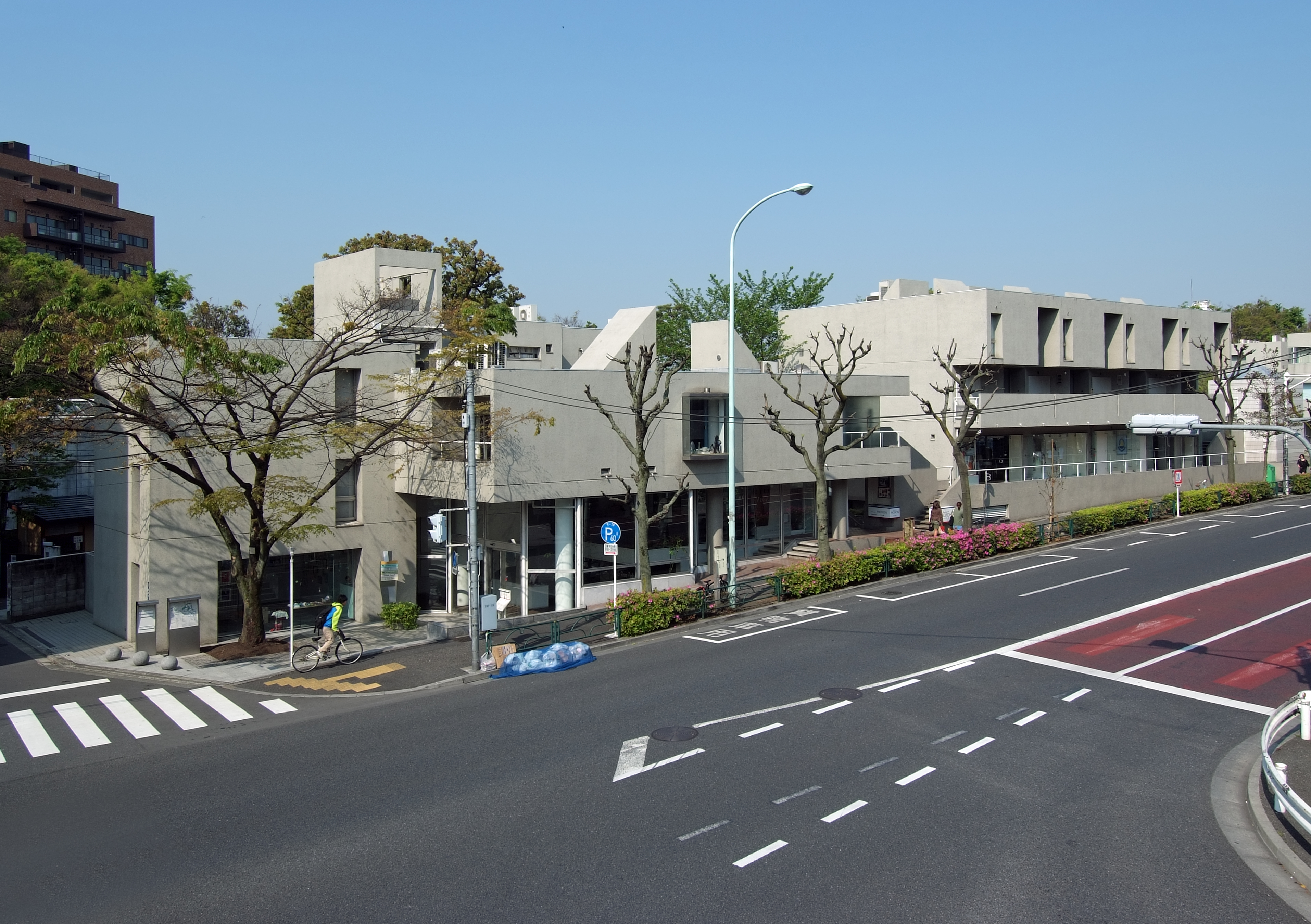
A,B관

힐사이드 테라스(ヒルサイドテラス)는 일본 도쿄도 시부야구에 있는 복합 시설로, 1967년 공사를 시작해, 1992년까지 무려 25년에 걸쳐 개발되었다. 규야마테도리를 사이에 두고 양쪽으로 주거 시설, 상업시설, 오피스가 조화를 이루고 있다. 건축은 마키 후미히코가 하였다. A~G동까지 모두 6개로 이루어져 있다.